# 北陸朝日放送
北陸朝日放送株式会社（ほくりくあさひほうそう、英: Hokuriku Asahi Broadcasting Co., Ltd.）は、石川県を放送対象地域としたテレビジョン放送事業を行っている、特定地上基幹放送事業者である。
略称はHAB。

## 概要
コールサインはJOWY-DTV。テレビ朝日をキー局とするANN系列のテレビ局で、北陸3県で初、なおかつ唯一の同系列フルネット局である。
報道取材区域には富山県も含まれる。取材拠点として北陸朝日放送富山営業支局を置き、テレビ朝日が開設するテレビ朝日富山支局と共同で取材活動を行う。
福井県では大事件（北朝鮮拉致問題など）が発生した場合、ANNの取材団として加わることがある。自社制作の報道・情報番組では福井県内を取材することがある。

## 事業所所在地
- 本社：石川県金沢市松島1丁目32番2号 （〒920-0393）
- 東京支社：東京都中央区築地6丁目16番6号  築地616ビル7階
- 大阪支社：大阪府大阪市北区曾根崎新地1丁目4番10号 銀泉桜橋ビル3階
- 名古屋支社：愛知県名古屋市東区泉1丁目23番36号 NBN泉ビル3階
- 富山営業支局：富山県富山市宝町1丁目3番14号 太陽生命富山ビル5階[注釈 4]

## チャンネル

### 親局
- コールサイン：JOWY-DTV
  - リモコンキーID：5
  - チャンネル：23ch
  - 送信出力：1 kW

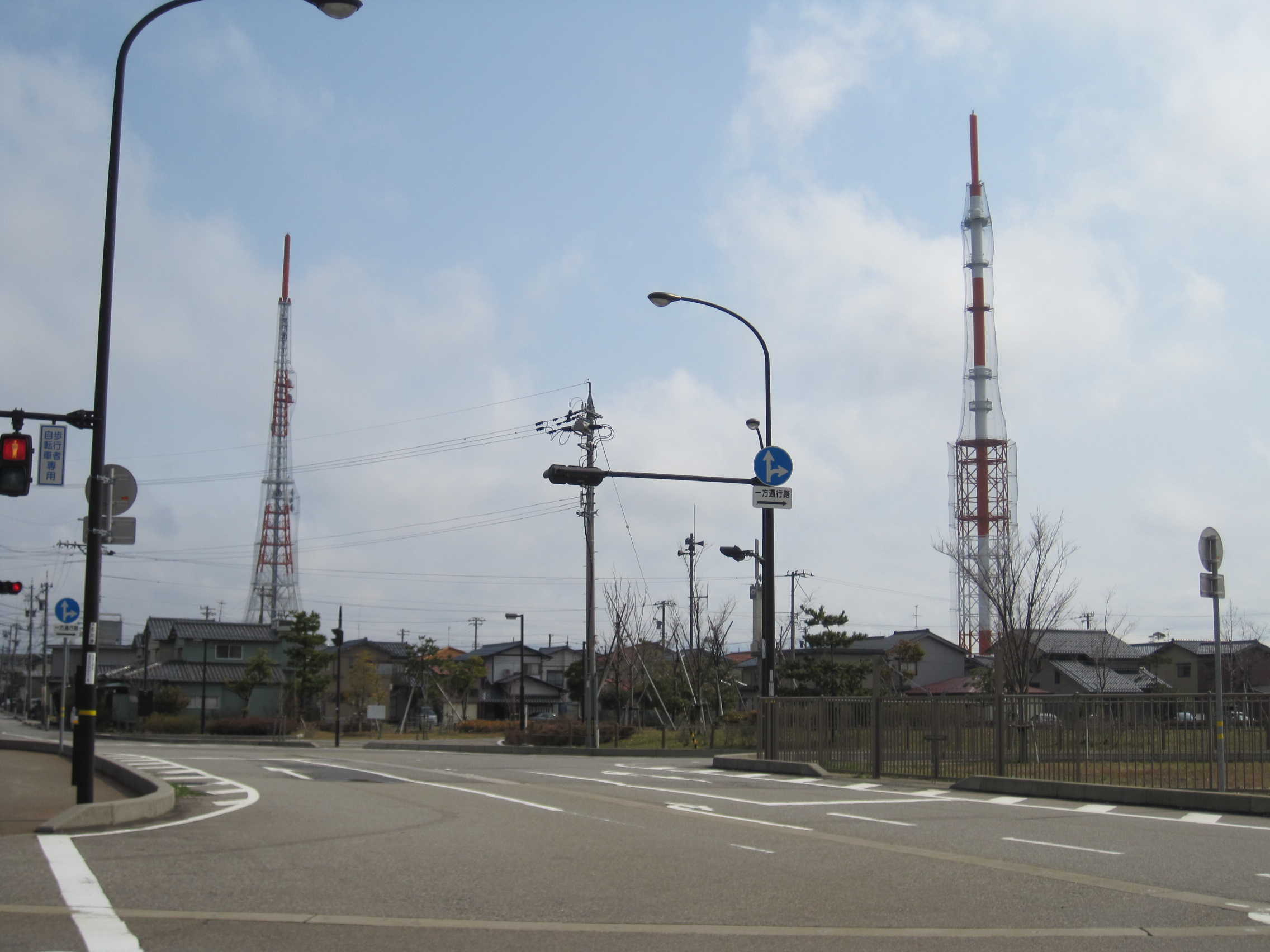
北陸朝日放送送信塔（写真左側）

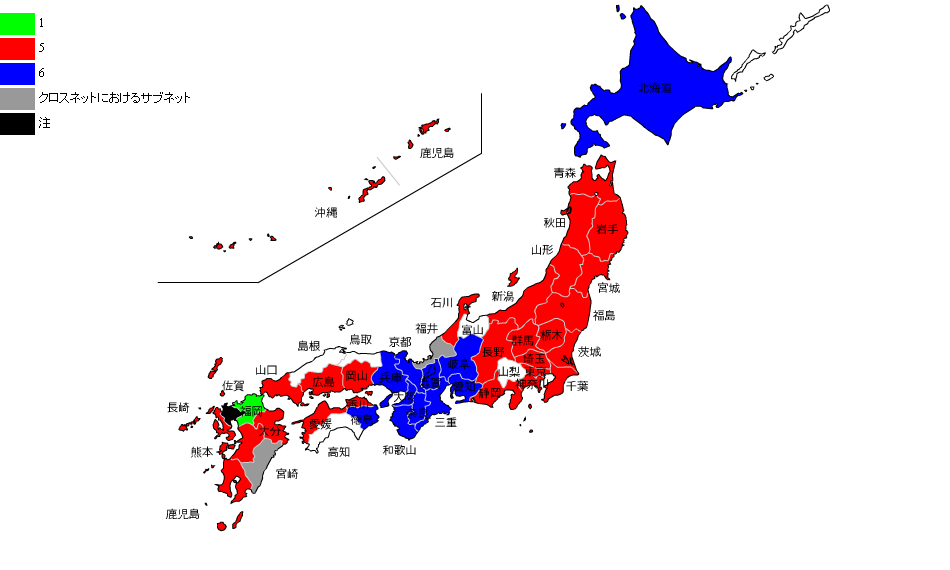
テレビ朝日系列のリモコンキーID地図

  - 送信所：金沢市観音堂町字ト1番地（テレビ金沢やNHK金沢放送局と共用。金沢観音堂テレビジョン放送所を参照）

### 中継局
| - 七尾 61ch→42ch 50W - 山中 30ch 0.3W - 羽咋 26ch 10W - 輪島 26ch 10W - 珠洲 25ch 30W - 舳倉 41ch 3W - 大聖寺 26ch 1W - 富来 22ch 3W - 東門前 29ch 1W - 能登鹿島 22ch 3w （垂直偏波） - 輪島町野 34ch 0.3W - 粟津 23ch 0.1W | - 小松金平 22ch 0.05W - 小松尾小屋 35ch 0.05W - 塩屋 23ch 0.3W - 鶴来 22ch 0.3W - 鳥越 22ch 1W - 尾口 22ch 1W - 白山下 23ch 0.01W - 白峰 22ch 0.1W - 加賀東谷口 48ch 0.05W - 片山津 41ch 0.05W - 津幡竹橋 39ch 0.01W |

## アナログ放送概要
2011年7月24日の12時で終了した時点のもの。珠洲中継局は2010年7月24日に放送が終了している。
| - 金沢 25ch JOWY-TV 10 kW - 輪島 22ch 100W - 珠洲 43ch 200W - 七尾 59ch 300W - 羽咋 40ch 100W - 金沢卯辰山 59ch 30W - 大聖寺 29ch 10W - 山中 51ch 3W - 七尾灘浦 43ch 30W - 舳倉 40ch 10W - 津幡 51ch 0.1W - 鳥越 59ch 10W - 能美鶴来 29ch 3W - 能都 29ch 3W（垂直偏波） - 粟津 59ch 1W - 片山津 40ch 0.1W - 片山津南 46ch 0.1W - 尾口 50ch 3W | - 白山白峰 62ch 1W - 白山吉瀬波 39ch 0.1W - 白山下 52ch 0.1W - 金沢神谷内 54ch 0.1W（垂直偏波） - 鍋谷 60ch 0.1W - - 津幡竹橋 51ch 0.1W - 町野 43ch 3W - 小松金平 51ch 0.1W - 加賀東谷口 54ch 0.1W - 塩屋 51ch 3W - 東門前 49ch 10W - 門前暮坂 62ch 1W（垂直偏波） - 門前皆月 40ch 0.5W - 志賀富来 34ch 30W - 小松尾小屋 51ch 0.1W |

※富山県・福井県の各一部地域でも受信可能。
※中継局の設置は平成新局ということもあり北陸放送、石川テレビ放送から見れば随分少なかった。能登地方の山間部や海岸線では地形の関係上、難視聴地域が多かった。しかし、デジタル放送ではテレビ金沢同様、総務省や地元自治体の支援により、アナログ放送で難視聴だった地域でも中継局の設置（場所によっては他の中継局でカバー可能なところもある）や有線放送の設置を行い、事実上県内100%カバーを果たした。

## 資本構成
企業・団体の名称、個人の肩書は当時のもの。出典：

### 2021年3月31日
| 資本金 | 発行済株式総数 | 株主数 |
| ------ | -------------- | ------ |
| 30億円 | 60,000株       | 43     |

| 株主                             | 株式数   | 比率   |
| -------------------------------- | -------- | ------ |
| テレビ朝日ホールディングス       | 11,980株 | 19.96% |
| 朝日放送グループホールディングス | 11,840株 | 19.73% |
| 朝日新聞社                       | 11,740株 | 19.56% |
| 中日新聞社                       | 03,000株 | 05.00% |
| 名古屋テレビ放送                 | 01,800株 | 03.00% |
| フジ・メディア・ホールディングス | 01,800株 | 03.00% |
| 日本経済新聞社                   | 01,800株 | 03.00% |
| 読売新聞東京本社                 | 01,800株 | 03.00% |

## 沿革

開局から2020年12月まで使用されていた局ロゴ。

- 1989年（平成元年）11月13日 - 石川県の第4局を開設するための放送普及基本計画の変更を諮問（愛媛、山口、大分、宮崎の第3局と同日）[6]。
- 1990年（平成2年）
  - 1月24日 - 石川県の第4局の周波数割り当てを決定（山口、愛媛、大分、宮崎の第3局と同日）[7]。石川地区では156件の免許申請があった。
  - 9月25日 - 予備免許交付。
  - 11月14日 - 会社設立。
- 1991年（平成3年）
  - 9月24日 - サービス放送開始。放送時間は9月24日から26日までは17:00 - 翌0:20、27日からは5:30から放送開始となる。最初に放送した番組は、アニメ『エスパー魔美』[8]（石川県では初放送）。
  - 10月1日 - 石川県4番目の民間放送テレビ局として開局（同じANN系列局の青森朝日放送（ABA）と同日）。早朝の報道番組『CNNデイブレイク』（5:30）が開局初番組[9]。
    - 本放送開始地点の中継局は七尾、輪島、羽咋、珠洲、山中、大聖寺、金沢卯辰山、七尾灘浦の8局[10]。

  - 地元紙の北國新聞ではサービス放送開始の9月24日分から番組表が掲載されていた。9月24日の朝刊は休刊日のため9月23日分に掲載。17:00から放送を開始していた9月26日まで朝刊はみもの欄の横にハーフサイズ掲載。9月27日からフルサイズで掲載。夕刊は9月24日からフルサイズで掲載されていた。開局前後に対立関係があったため、開局広告・開局特集に関しては一切掲載されなかった。
  - 10月12日 - 開局記念として堀内孝雄・田中義剛などアップフロントプロモーション所属のタレント5名と桂べかこ（現在の桂南光）出演の『秋物語コンサートin金沢』を石川厚生年金会館（現在の本多の森北電ホール）で開催。
  - 10月13日 - 開局記念として上岡龍太郎・板東英二が出演の『上岡・板東の駆けつけトーク』を放送。
  - 10月17日 - 開局記念として『愛は勝つ』などを大ヒットさせたKANのコンサートを金沢市観光会館（現在の金沢歌劇座）で開催。北陸放送の関連会社である北陸スタッフが協力に関わっていた。
- 1992年（平成4年）7月 - 『全国高等学校野球選手権石川大会』生中継『めざせ甲子園』開始。1回戦から決勝まで石川県立野球場などから実況生中継。
- 1995年（平成7年）10月2日 - 夕方17時台・18時台の報道番組『HABワイドステーション』開始。この番組以降、17時台後半をローカルニュース、18時台全般をテレビ朝日から放送することになる（2003年6月最終金曜日まではエンディング部分などを5分程度のローカルニュースに差し替えていた。2013年4月以降、金曜18時台後半はローカルニュースとなっている。大事件などがあった場合は18時台後半をローカルニュースとなる場合がある）。17:30 - 18:00のアニメ放送枠一部を打ち切り。金曜 17:00 - 17:30に放送されていた『新機動戦記ガンダムW』は木曜 17:00 - 17:30、金曜 17:30 - 17:55に放送されていた『超力戦隊オーレンジャー』は金曜 17:00 - 17:25へそれぞれ移動し、両番組とも一週遅れに移行。
- 1998年（平成10年）
  - 4月 -  開局以来初のゴールデンタイム自社制作番組『DokiDokiてれび』開始。月1回放送。2012年3月まで14年続く長寿番組となった。
  - 10月5日 - 17時台前半の全国ニュースを新設した『HABスーパーJチャンネル』（金曜は『HABスーパーJチャンネル金曜版』）開始。17:00 - 17:30のアニメ放送枠は『ポケットモンスター』（金曜16時台後半に繰り上げ）以外打ち切り。
- 2000年（平成12年）10月 - 公式ファンクラブである"HAB〜ム倶楽部"を開始。
- 2001年（平成13年）4月 - 株式会社フィックスと共同で通販サイト"金沢屋"を開設。
- 2006年（平成18年）
  - 6月5日 - デジタル放送対応のマスター設備へ更新（NEC製）。
  - 9月1日 - 地上デジタル放送サービス放送開始。
  - 9月27日 北陸総合通信局から地上デジタル放送に免許状が交付される[11]。
  - 10月1日 - 地上デジタル放送開始。バーチャルスタジオシステム導入。
- 2008年（平成20年）
  - 10月1日 - 公式サイトリニューアル、新サービス"HABメンバー"を開始。
  - 12月25日 - "HAB〜ム倶楽部"終了。
- 2009年（平成21年）7月24日 - 地上アナログ放送終了2年前に併せて、珠洲中継局で県内のNHK・民放5社・団体6チャンネル共通で10時から11時の1時間、試験的にアナログ放送休止（デジタル放送は通常放送）。
- 2010年（平成22年）
  - 1月22日 12:00 - 1月24日 12:00まで地上アナログ放送終了1年半前に併せて珠洲中継局で県内5社・団体6チャンネル共通で2日間・48時間に渡りアナログ放送を休止する（デジタル放送は通常放送）。
  - 7月24日 - 珠洲中継局の地上アナログ放送完全終了。
- 2011年（平成23年）
  - 4月2日 - 土曜午前の自社制作番組『土曜はドキドキ』開始。
  - 7月24日 - 12時にアナログ放送が終了。翌25日の0時で完全停波。
- 2012年（平成24年）12月 - 石川地区にて2012年の年間に開局以来初のプライムタイム視聴率年間1位を獲得（ビデオリサーチ調べ、石川地区・世帯・リアルタイム。全日・ゴールデンタイムは石川テレビ放送が獲得）。
- 2013年（平成25年）4月 - 石川地区にて2012年の年度に開局以来初のプライムタイム視聴率年度1位を獲得（ビデオリサーチ調べ、石川地区・世帯・リアルタイム）。
- 2014年（平成26年）3月31日 - 翌日4月1日からの『ワイド!スクランブル』午前中拡大、『徹子の部屋』『上沼恵美子のおしゃべりクッキング』時間帯移行に伴い、午前の時代劇再放送・午前や午後に放送していた1時間枠のテレビショッピングを打ち切り。
- 2016年（平成28年）4月4日 - 開局以来初の平日午後自社制作番組『2時はどきどき5ch』開始。
- 2019年（平成31年）4月1日 - 平日夕方自社制作番組『ギュッ!と石川 ゆうどきLive』開始。
- 2021年（令和3年）
  - 1月1日 - 開局30周年を迎えるのを機に局ロゴを赤色を基調としたものに刷新。但し、和文ロゴには変更は無い。キャッチコピーは『TVが好きだっ!HAB』[12]。
  - 3月29日 - 『HABスーパーJチャンネル』のローカルニュースを18:15からに変更。1995年10月から25年半続いたテレビ朝日18時台のネットから離脱。
  - 6月10日 - 同じテレビ朝日系列局の長野朝日放送、新潟テレビ21とともに株式会社LIP北信越を設立[13]。
  - 10月2日 -『HAB開局30周年記念番組 TVが好きだっ!』を放送。
- 2023年（令和5年）4月3日 - 『ギュッ!と石川 ゆうどきLive』と『HABスーパーJチャンネル』を事実上統合して新しい平日夕方自社制作番組『ふむふむ』開始。
- 2024年（令和6年）1月1日 - 16時10分に発生した能登半島地震による停電などの影響で、輪島市内の一部でテレビが映らない事態が発生し1月26日現在でも視聴できない中継局が残る[14][15]。

## ネットワークの移り変わり
- 1991年（平成3年）10月1日 テレビ朝日系列のフルネット局として開局し、本放送を開始。テレビ金沢に次ぎ、石川県内では2番目の、開局当初からのフルネット局となった。
  - 移行された番組の割合は、北陸放送6：石川テレビ4。ニュース番組は新規ネット開始である。民間放送教育協会制作の番組は北陸放送が脱退しなかったため、移行されなかった。また朝、午後の生番組（『モーニングショー』など）やスポーツ中継（プロ野球日本シリーズなど）は北陸放送からの移行、一部のスポーツ中継（東京国際女子マラソンなど）や『朝まで生テレビ!』は石川テレビからの移行。

## 主なテレビ番組
2023年10月現在。

※太字は字幕放送。

### 自社制作番組
- ふむふむ（月曜 - 金曜 17:33 - 17:50、月曜 - 木曜 18:15 - 19:00・金曜 18:15 - 18:45）
- HABニューススカッシュ（月曜 - 金曜 11:41 - 11:45〈『大下容子ワイド!スクランブル・第1部』に内包[注釈 6]〉、20:54 - 21:00）
- HABポケットニュース（月曜 - 金曜 16:45 - 16:48）
- ANNニュース（土曜・日曜昼のローカルニュース）
- ANNスーパーJチャンネル（土曜・日曜夕方のローカルニュース）
- KICK OFF! ISHIKAWA（日曜 10:00 - 10:15）
- 美人レシピ（水曜 9:55 - 10:00）
- とくとくミィー5ch（水曜を除く平日 9:55 - 10:00）
- 密着!石川県警24時（毎年1月下旬か2月のローカル枠に放送、2020年までは月曜 19:00 - 19:54、2021年から水曜 19:00 - 19:54）
- ふむふむmini（土曜 11:00 - 11:15[注釈 7]）
- いしかわプラス+（土曜 17:55 - 18:00、石川県広報番組）※手話放送
- かなざわジャーナル（日曜 16:00 - 16:30 年3回放送、金沢市広報番組）
- めざせ甲子園（毎年7月、全国高等学校野球選手権石川大会中継）
- ウェザーSHOT・週間ウェザーSHOT（随時）
- ミイーゴチャンねる（『HABのおすすめ番組』のタイトルで番組宣伝、随時）
- 石川ふるさとCM大賞（『HABふるさとCM大賞』）（2002年-、毎年11月前後に放送）
- オーケストラ・アンサンブル金沢中継録画（年数回放送）
- HABひと物語（ドキュメンタリー、2011年4月 - 2013年3月『HABスーパーJチャンネル』金曜18時台に放送、2013年4月以降は祝日などに不定期放送）
- デジタルミュージアム〜清らなる工芸〜（2021年5月16日 - 、日曜 22:55 - 23:00）

### ブロックネット番組
- ご当地グルメ探偵団（2020年まで1月2日放送、メ〜テレ・UX・abn・SATVとの共同制作、幹事局は年により異なる）
  - 2021年以降は年末の放送となりタイトル、内容を変えて千原ジュニアの司会に移行。2024年からは山里亮太の司会に。共同制作局は上記と同様
  - 新発見!グッドニュース大賞2021（2021年12月25日、SATVが幹事局）
  - ハッピーをお届け 中部ニュースSHOW2022（2022年12月30日、UXが幹事局）
  - ハッピーをお届け 中部ニュースSHOW2023（2023年12月31日、abnが幹事局）[18]
  - 発掘!まちの金メダリスト～中部スゴ腕グランプリ～（2024年12月30日、当局が幹事局)[19]
- 東京一人暮らし（2022年まで2月11日放送、KFB・UX・abn・SATVとの共同制作、幹事局は年により異なる）
- ニッポンの酒シリーズ（毎年12月放送。KFB、UX、abn、OAB、KAB、QABとの共同制作、幹事局は年により異なる）[20]
- 新潟・長野・石川3局共同制作番組（毎年10月など、UX、abnとの共同制作、幹事局は年により異なる）

### テレビ朝日系列番組
製作局の表記のないものはテレビ朝日制作、遅れネットまたは制作局と同時ネットのローカルセールス枠の番組を掲載。
平日
- グッド!モーニング[注釈 9][注釈 10]（月曜 - 金曜 5:25 - 5:50・5:59 - 8:00）○
- 大下容子ワイド!スクランブル 第1部[注釈 9]（月曜 - 金曜 10:25 - 12:00、水曜のみ10:30 - 12:00[注釈 11][注釈 12][注釈 13]）○
- ANNニュース[注釈 9]（13:45 - 13:55）○
- スーパーJチャンネル[注釈 9][注釈 14]（月曜 - 金曜 16:48 - 17:33）○

月曜
- ハマスカ放送部（火曜 0:20 - 0:53（月曜深夜））
- 水曜どうでしょう（火曜 0:53 - 1:23（月曜深夜）、北海道テレビ制作）
- テレメンタリー（火曜 1:58 - 2:28（月曜深夜）、ANN各局制作）

火曜
- イワクラと吉住の番組（水曜 0:15 - 0:48（火曜深夜））
- 霜降りバラエティ（水曜 0:55 - 1:15（火曜深夜））
- 見取り図じゃん（水曜 1:15 - 1:35（火曜深夜））
- サクラミーツ（水曜 1:35 - 1:55（火曜深夜）
- バスケ☆FIVE〜日本バスケ応援宣言〜（水曜 2:00 - 2:15（火曜深夜））
- ラブ!!Jリーグ（水曜 2:15 - 2:30（火曜深夜））
- 部活ピーポー全力応援!ブカピ!（水曜 2:30 - 2:50（火曜深夜）、朝日放送テレビ制作）

水曜
- 朝メシまで。（水曜 19:00 - 19:54、自社制作番組放送時は休止）○
- チョコプランナー（木曜 0:15 - 0:48（水曜深夜））
- これ余談なんですけど・・・ （木曜 0:53 - 1:53（水曜深夜）、朝日放送テレビ制作）

木曜
- なるみ・岡村の過ぎるTV （金曜 1:10 - 2:10（木曜深夜）、朝日放送テレビ制作）
- Break Out（金曜 2:15 - 2:45（木曜深夜））

金曜
- 探偵!ナイトスクープ （土曜 0:20 - 1:20（金曜深夜）[注釈 15][注釈 16]、朝日放送テレビ制作）
- 上田ちゃんネル（土曜 1:25 - 1:55（金曜深夜））
- musicる TV（土曜 1:55 - 2:25（金曜深夜））[注釈 17]

土曜
- 渡辺篤史の建もの探訪（土曜 5:25 - 5:50[注釈 18]）
- グッド!モーニング[注釈 9]（土曜 6:00 - 8:00）○
- 教えて!ニュースライブ 正義のミカタ（土曜 9:30 - 11:00[注釈 19][注釈 20]、朝日放送テレビ制作）○
- 題名のない音楽会（土曜 11:15 - 11:45[注釈 21]）
- ワイド!スクランブル サタデー[注釈 9]（12:00 - 13:30）○
- 相席食堂（日曜 0:05 - 1:00（土曜深夜）、朝日放送テレビ制作）
- なにわ男子の逆転男子（日曜 1:00 - 1:30（土曜深夜）

日曜
- グッド!モーニング[注釈 9]（日曜 5:50 - 6:20 [注釈 22]）○
- ビートたけしのTVタックル[注釈 9]（日曜 12:00 - 12:55[注釈 23]）○
- サンデープレゼント（日曜 13:55 - 15:20[注釈 24]）○
- 路線バスで寄り道の旅（日曜 15:20 - 16:30[注釈 24]）○
- 有吉クイズ（日曜 23:55 - 翌0：25）
- テレビ千鳥（月曜 0:25 - 0:55（日曜深夜））
- おぎやはぎのハピキャン 〜キャンプはじめてみました〜（月曜 0:55 - 1:25（日曜深夜）、メ～テレ制作）
- 霜降り明星のあてみなげ（月曜 1:25 - 1:55（日曜深夜）、静岡朝日テレビ制作）
- ワールドプロレスリング（月曜 2:30 - 3:00（日曜深夜））

不定期放送
- じゅん散歩
- スペシャルサンデー[注釈 25]
- ドラマL （2023年9月まで月曜 0:25 - 0:55（日曜深夜）、朝日放送テレビ制作）

### テレビ東京系列番組
- あちこちオードリー（金曜 0:20 - 1:10（木曜深夜））
- 日経スペシャル カンブリア宮殿（土曜 15:00 - 15:55）
- ポケットモンスター（土曜 16:00 - 16:30）
- 何を隠そう…ソレが!（日曜 10:15 - 11:20、2024年7月7日放送開始）
- ウチの村は日本一!（テレビ大阪制作、2023年11月現在PART5まで放送）
- 水曜ミステリー9→ 月曜プレミア8（『HABお昼の傑作ワイド』内で平日午後に不定期放送。権利切れ作品・最新作とも放送）[注釈 26]

### 再放送枠
- HABお昼の傑作ワイド（月曜 - 金曜 13:55 - 15:48、1992年9月28日開始）
- 傑作ワイド+（連続ドラマ再放送、月曜 - 金曜 15:48 - 16:45）

### その他の番組
- おいしい給食 season3（火曜 1:23 - 1:53（月曜深夜）、おいしい給食製作委員会制作）
- ふわり愛（木曜 2:00 - 2:30（水曜深夜）、幹事局は山陰放送（TBS系））
- アルコ&ピースのほんの気持ちですが!（土曜 1:25 - 1:55（金曜深夜）、テレビ神奈川制作）
- ロンブー亮の釣りならまかせろ!（日曜 5:20 - 5:50、テレ玉制作）
- フェーレンザイ―神様の日常（月曜 2:00 - 2:30（日曜深夜））

## 放送が終了した番組

### 自社制作番組
- HAB Uライン
- HABワイドステーション
- HABイブニングリポート
- HABイブニングリポート金曜版
- HABスーパーJチャンネル金曜版→HAB SuperJチャンネル金曜版→HAB SuperJチャンネル金曜Ban
- HAB土曜ジャーナル（開局後数年間、土曜 7:15 - 7:30→土曜 11:00 - 11:15）
- HABジャーナル（上記の後継番組、土曜午前・日曜午後に不定期放送）
- HAB健康ドクターステーション（土曜午前）
- HAB健康の館（上記の後継番組、月1回、水曜→火曜 19:00）
- 石川ふるさとCM大賞（『HABふるさとCM大賞』の前身）
- TVカタログ（以下の4番組は現在の『とくとくミイー5ch』に該当）
- 見トク知っトク最前線
- なっとQちゃんねる
- 見ごろミイー5ch
- 朝日こどもニュース→アサヒキッズニュース→KID'S NEWS（朝日ニュースターとの共同制作番組）
- ASAHI Pop'n' Press!→Kids' World（テレビ朝日との共同制作だったが、テレビ朝日では未放送）
- HABおじゃマイク（番組宣伝）
- ミイーゴチャンナビ（番組宣伝）
- 金沢百景
- 兼六園彩時記
- 金沢屋通信
- 北陸ビジネスサテライト
- MID TV
- MID TV+G
- DokiDokiてれび
- 土曜はドキドキ
- 熱中スポーツ応援団　熱スポ
- 2時はどきどき5ch
- 会議室の女
- こんやの看板娘
- ただいまリハ中（『ギュッと石川 ゆうどきLive』の番組宣伝）
- ミュージアム&トリップin金沢（2021年1月10日 - 3月28日）
- ギュッ!と石川 ゆうどきLive（2019年4月1日 - 2023年3月24日）
- HABスーパーJチャンネル（1998年10月5日 - 2023年3月31日）
- おしえて!四千頭身
- 石川ほっとニュース

### テレビ朝日系列
- 東京らふストーリー
- LIFE〜夢のカタチ〜（朝日放送制作）
- ジモイチドライブ〜地元の一番でおもてなし旅〜 （朝日放送制作）
- もう少し、嫌な奴（朝日放送テレビ制作）
- まかない荘2 （メ～テレ制作）
- バナナマンのドライブスリー
- やすともの恋愛島 （朝日放送テレビ制作）
- エージェントWEST! （朝日放送テレビ制作）
- さまぁ〜ず×さまぁ〜ず
- 川柳居酒屋なつみ
- くりぃむナンチャラ
- ひかくてきファンです!
- NO MATTER BOARD（北海道テレビ制作）
- エリアコードドラマ（北海道テレビ・新潟テレビ21など制作）
- おにぎりあたためますかシリーズ（北海道テレビ制作）
- サラリーマン・アワー 平成のオキテ（メ～テレ制作）
- Let's ドン・キホーテ（メ～テレ制作）
- アクセる★ビリー!（メ～テレ制作）
- キングコングのあるコトないコト（メ～テレ制作）
- ざこば・鶴瓶らくごのご（朝日放送テレビ制作）
- クイズ!紳助くん（朝日放送テレビ制作）
- 松ちゃん浜ちゃんの純情通り三番地（朝日放送テレビ制作）
- 摩訶不思議 ダウンタウンの…!?（朝日放送テレビ制作）
- かざあなダウンタウン
- 日曜笑劇場（朝日放送テレビ制作、土曜16:00からの遅れネット）
- 晴れ時々たかじん（朝日放送テレビ制作）
- べかこの自遊時間（朝日放送テレビ制作、1992年9月25日打ち切り）
- ビショップINナイト（朝日放送テレビ制作）
- CLUB紳助（朝日放送テレビ制作）
- 游々文珍倶楽部（朝日放送テレビ制作）
- トリハダ 〜感じるボロ〜ン〜（朝日放送テレビ制作）
- 初笑い浪花の陣（朝日放送テレビ制作、毎年1月2日に同時ネットで放送されていたが『ご当地グルメ探偵団』放送のため打ち切り）
- 部長刑事シリーズ（朝日放送テレビ制作、一部作品のみ）
- 東西芸人いきなり!2人旅（朝日放送テレビ制作）
- 食卓の大冒険（朝日放送テレビ制作、不定期放送）
- 山里亮太のまさかのバーサーカー （朝日放送テレビ制作）
- 松本家の休日（朝日放送テレビ制作）
- いいねの森
- 伯山カレンの反省だ!!
- 夜の巷を徘徊する→夜の巷を徘徊しない
- ザキ山小屋（朝日放送テレビ制作）
- しくじり先生 俺みたいになるな!!
- ブイ子のバズっちゃいな!
- 阿佐ヶ谷ワイド!!
- 今ちゃんの「実は…」（朝日放送テレビ制作）
- やすとものいたって真剣です（朝日放送テレビ制作）
- ウドちゃんの旅してゴメン（メ～テレ制作）
- 爆問×伯山の刺さルール!
- トゲトゲTV
- 超町人!チョコレートサムネット（メ～テレ制作）
- ナスD大冒険TV
- 中居正広の土曜日な会

### テレビ東京系列
- 洋子の演歌一直線
- アジアビジネス最前線
- ポケモン☆サンデー（2015年3月打ち切り）
- きらきらアフロ（テレビ大阪制作、のちに石川テレビへ移行後打ち切り）
- あかたのげん
- 今夜もドル箱（番組自体は『SHOW激!今夜もドル箱』として継続中）
- ゲンジ通信あげだま（1997年頃放送）
- テレビ愛知制作のアニメ（北陸放送へ移行後、2019年6月24日に打ち切り）
- 女と愛とミステリー（『HABお昼の傑作ワイド』内で一部作品を再放送扱いで放送）
- P-1ゴールドラッシュ（テレビ大阪制作）
- 日経スペシャル 未来世紀ジパング〜沸騰現場の経済学〜（『カンブリア宮殿』休止時に放送）
- 一茂&良純の自由すぎるTV
- ソクラテスのため息〜滝沢カレンのわかるまで教えてください〜
- 男子ごはん（北陸放送から移行、途中打ち切り）
- デカ盛りハンター（2023年現在はスペシャルなど不定期放送）
- デュエル・マスターズWIN（2023年4月16日打ち切り）
- 世界はデータでできている（不定期放送）
- ヤギと大悟
- ソレダメ!〜あなたの常識は非常識!?〜（北陸放送から移行、2024年6月30日で一旦終了）
- バカリヅカ2

### その他の番組
- おいしい給食season1、season2
- 広告会社、男子寮のおかずくん（テレビ神奈川制作）
- チョコレート戦争〜朝に道を聞かば夕べに死すとも可なり〜
- BanG Dream!シリーズ
- 田園ボーイズ
- 太陽と緑の健やかタイム（2020年3月27日打ち切り）
- 月刊ブシロード[注釈 27]
- 谷口な夜（KBS京都制作）
- 演歌百撰（関西放送制作）
- 四季の釣りシリーズ（サンテレビ制作、2023年10月現在は北陸放送で放送されている）
- フィッシング倶楽部（テレ玉制作）
- バカヂカラ（単発放送）
- D4DJ First mix
- 黒の召喚士
- てっぺんっ!!!
- ウチ、"断捨離"しました! （BS朝日制作）[注釈 28]
- 内村さまぁ〜ず（2023年4月22日打ち切り）[注釈 26]
- 令和のデ・ジ・キャラット（前作は石川テレビで放送）
- 農民関連のスキルばっか上げてたら何故か強くなった。
- We are STARDOM!!〜世界が注目!女子プロレス〜
- わたしの芸術劇場（TOKYO-MX制作）
- ライアー・ライアー
- スキップとローファー[注釈 29]

## 開局時に移行した番組

### 北陸放送から移行した番組
- モーニングショー
- 誘われて二人旅
- 土曜ワイド劇場[注釈 30]
- あまから問答
- テレビ朝日系列平日正午枠[注釈 31]
- テレビ朝日水曜21時枠刑事ドラマ[注釈 32]
- 暴れん坊将軍
- カーグラフィックTV
- TVいま時あの時（全日空提供番組）
- 大塚製薬一社提供番組（MROでは『いつか行く旅』まで、当局では『いいな世界WA!』から）
- おぼっちゃまくん （MROでは夏休み時期に集中放送）
- 新婚さんいらっしゃい! （朝日放送制作）
- 全国高校野球選手権大会中継（決勝戦・朝日放送制作）

途中打ち切りから復活した番組
- 象印クイズ ヒントでピント[注釈 33]
- パネルクイズ アタック25[注釈 34] （朝日放送テレビ制作）
- 徹子の部屋[注釈 35]
- スーパー戦隊シリーズ[注釈 36]
- 熱闘甲子園（朝日放送・テレビ朝日合同制作）
- プロ野球日本シリーズ中継（1989年まで放送。1990年の第4戦・西武ライオンズ対読売ジャイアンツ（西武ライオンズ球場）は北陸放送の他にIBC岩手放送（岩手県）・山陰放送（鳥取県・島根県）・琉球放送（沖縄県）でも番組編成の方針で放送されなかった。なお、この試合はNHK総合テレビでも放送されていた）

### 石川テレビ放送から移行した番組
- 朝まで生テレビ!
- タモリ倶楽部
- 華麗にAh!so（1990年4月 - 1991年9月、日本テレビ制作『爆風スランプのお店』からの後継番組）
- 地球キャッチミー （朝日放送制作）
- ワールドプロレスリング（1980年代後半に打ち切り後復活）
- メタルヒーローシリーズ[注釈 37]
- 東京国際女子マラソン
- ドラえもん[注釈 38]
- 素敵にドキュメント （朝日放送制作）
- ビートたけしのTVタックル（深夜に放送）
- 世界の車窓から
- 合コン!合宿!解放区（朝日放送制作、深夜に放送）

途中打ち切りから復活した番組
- 独占!女の60分（1970年代に放送）

## 開局時に石川県初放送となったテレビ朝日系の番組
□は北日本放送、◇は富山テレビ、■はチューリップテレビ、☆は福井放送、★は福井テレビでも放送
- ANNニュース☆（月曜 - 金曜午後、土曜・日曜 20:54、年末年始など。福井放送では月曜 - 金曜 15:55から『FBCニュース』として放送）
- CNNデイブレイク（開局時は5:30から、1992年3月30日からは6:45から放送）
- ANNニュースフレッシュ
- ザ・CNN
- やじうまワイド
- テレメンタリー（開局時は土曜深夜、1992年4月から日曜 7:00、現在は月曜深夜に放送）
- 渡辺篤史の建もの探訪 □☆
- オリジナルコンサート
- 海江田万里のパワフルサタデー☆ （朝日放送制作）
- まじかる☆タルるートくん□☆（朝日放送制作）
- 題名のない音楽会 □★
- スポーツシャワー～ヒーローに花束を～（朝日放送制作）
- 100万円クイズハンター□
- サンデープロジェクト☆（テレビ朝日・朝日放送共同制作）
- ANNニュースライナー☆（福井放送では『FBC・ANNニュース』として放送）
- 笑いの王国
- 金子信雄の楽しい夕食（朝日放送制作）
- 歌謡びんびんハウス（1992年3月29日、放送開始半年で打ち切り）
- 晴れ時々たかじん（朝日放送制作）
- エスパー魔美☆（平日夕方・のちに平日午前で集中放送）
- ステーションEYE
- 530ステーション☆（日曜のみ放送の福井放送では1991年3月31日打ち切り）
- ザ・スクープ
- 料理バンザイ!
- ビデオあなたが主役☆（福井放送では1991年3月30日打ち切り）
- ハーイあっこです■（朝日放送制作）
- 21エモン☆
- 水曜特バン!
- はなきんデータランド
- ミュージックステーション□→◇
- 日曜洋画劇場
- ニュースステーション
- ニュースフロンティア
- スポーツフロンティア
- トゥナイト
- 探偵!ナイトスクープ■☆（朝日放送制作）
- CLUB紳助（朝日放送制作）
- 大相撲ダイジェスト☆

他多数

## アナウンサー
2000年頃から2010年末まで、土曜・日曜夕方のローカルニュース（『ANNスーパーJチャンネル』内）はフリーアナウンサー（真田みどり・平能栄美・加藤実知代など）が担当していた。2011年1月より北陸朝日放送アナウンサーのシフト勤務で対応している。同時に土曜・日曜昼のローカルニュースを『ANNニュース』内で開始している。
2016年3月までアナウンサーが4 - 5名だったこともあり、離職したアナウンサーは石川県民放テレビ4局の中で一番少ない。

### 男性
- 1991年 牧野慎二（10月 - 、開局時から在籍）
- 2016年 下田武史（4月 - 、元青森朝日放送、元福島中央テレビ）
- 2018年 吉川圭一（4月 - 、元さくらんぼテレビ、元福井放送。2017年12月 - 2018年3月までは報道記者）

### 女性
- 2010年 上野雅美（4月 - 、元NHK高知放送局契約キャスター）
- 2016年 森重有里彩（4月 - ）
- 2023年 菅井智絵（4月 - 、元NHK青森放送局契約キャスター）
- 2025年 笠原萌花（4月 - ）、中川流奈（4月 - )

### かつて在籍したアナウンサー

#### 男性
- 1991年
  - 黒崎正己（開局時のアナウンサー、 - 1994年。現在は報道制作局長）
- 1992年
  - 中本圭一（ - 1998年）
- 1998年
  - 飯塚敏文（ - 2004年、現信越放送）
- 2005年
  - 橋本和芳（ - 2016年）
- 2016年
  - 関陽樹（ - 2017年、元岐阜放送、元秋田テレビ、元群馬テレビ、びわ湖放送）
- 2021年
  - 城所海司（ - 2025年）

#### 女性
- 1991年
  - 大熊砂絵子（開局時のアナウンサー、日本短波放送〈現：ラジオNIKKEI〉から移籍、 -1994年）
  - 富澤洋子（開局時のアナウンサー、 - 1992年）
- 1992年
  - 奥山和美（ - 1995年、福井テレビにも在籍経験あり）
- 1993年
  - 金子美奈（ - 2020年、現・編成部長）
- 1994年
  - 真田みどり（旧姓深田、 - 1998年、退社後も2008年6月頃まで主に日曜日夕方のニュースを担当）
- 1997年
  - 岡本あき子（ - 2000年）
- 1999年
  - 頼田久美子（ - 2000年、2007年より中海テレビ放送で記者業務）
- 2000年
  - 平能栄美（旧姓杉本、 - 2002年、テレビユー福島から移籍、退社後も2008年7月から2010年末まで土曜・日曜夕方のニュースを担当）
- 2002年
  - 塚本くみ子（アナウンサーの期間は - 2010年、広島ホームテレビより移籍、現在は別部署へ異動を経て退社）
- 2005年
  - 斉藤彩（ - 2007年、青森テレビを経てフリー）
- 2008年
  - 恩田琴江（ - 2021年）
- 2016年
  - 深谷杏子（ - 2018年）
- 2018年
  - 久保亜希子（1月 - 2022年12月、元金沢ケーブルテレビネット、2016年4月 - 2017年12月まではフリーとして『2時はどきどき5ch』に出演）

## アナウンサー以外の主な出演者
（現在）
- ぶんぶんボウル -『ふむふむ』木曜リポーター、金曜MC
- 保科有里 -『ふむふむ』保科有里のやす～い（不定期放送）、夢グループテレビCM ※HABでも放映

（過去）
- クマムシ -『ギュッ!と石川 ゆうどきLive』リポーター

## 区域外再放送
以下のケーブルテレビ局ではデジタル放送が区域外再放送されている（日付はデジタル再放送開始日を表す）。かつては、下記のケーブルテレビ局全局ともアナログ放送の再放送を実施していた。石川県内のケーブルテレビ局は放送対象地域内であるため省略。
富山県
全域で視聴可能で、すべて富山県ケーブルテレビ協議会の加盟局である。また、一部の局は、アナログ放送終了以前は他の石川県の民放も再放送していた。
- ケーブルテレビ富山（2008年7月23日開始）
- 射水ケーブルネットワーク（2008年7月23日開始）
- 高岡ケーブルネットワーク（2008年7月23日開始）
- 新川インフォメーションセンター（2008年7月23日開始）
- TAM（2008年7月23日開始。当時は旧・滑川中新川地区広域情報事務組合運営時）
- 新川地域介護保険・ケーブルテレビ事業組合（2008年7月開始。当時は 新川広域圏事務組合 運営時）
- となみ衛星通信テレビ（2008年7月23日開始）
- 能越ケーブルネット 氷見市エリア（2008年7月開始）
- 上婦負ケーブルテレビ（2008年7月23日開始）

福井県
嶺北地方の大半の局で北陸放送と共に区域外再放送を行っている（南越前町および大野市和泉地区を除く）。
- 丹南ケーブルテレビ（2008年8月1日開始）
- 福井ケーブルテレビ（2008年7月30日開始、旧南越前町ケーブルテレビエリアを除く）
- さかいケーブルテレビ（2008年7月30日開始）
- 大野ケーブルテレビ （2008年8月1日開始）

岐阜県
岐阜県は名古屋テレビ放送（メ～テレ）の放送対象区域であるが、大野郡白川村の小白川地区は難視聴対策のため砺波広域圏事務組合 が敷設したケーブルテレビ網により、指定管理者のとなみ衛星通信テレビがNHK富山放送局・北日本放送・チューリップテレビ・富山テレビ放送とともに特例で区域外再放送を行っている。
- となみ衛星通信テレビ（2010年5月開始[24]）

## イメージキャラクター
2001年（平成13年）にHAB開局10周年記念として日本列島を象った顔に北陸地方の位置する頭上にアンテナがついているイメージキャラクターを採用しており、HABのキャンペーンCMでよく登場する。名称は一般公募され、抽選の結果「みるる」と命名した。
2006年（平成18年）4月に「みるる」を基本としたキャラクターデザインが一新され、簡略化や表情がはっきりしたものにリニューアル。7月にHAB開局15周年記念の新イメージキャラクターとして「ミィーゴチャン」とキャッチCMで発表された。名前の由来はHABに割り当てられた地上デジタル放送のリモコンキーIDの5チャンネルから「見て、5チャン」を簡略化した意味が込められている。
「ミィーゴチャン」は、「Hなテレビ。HAB」のキャッチCM、キャンペーンCMでは「夏の高校野球」「世界水泳」など、テーマに適したコスチュームで登場している。HABが開局20周年を迎えた2011年（平成23年）、「ミィーゴチャン」のデザインも次世代に対応し3D風にリニューアルした。

## 歴代キャッチコピー
- HEART & BEAT（開局当初）
- みんなみるる
- H（エイチ）なテレビ。
- ホクリクをアカルク
- TVが好きだっ!

## 放送番組審議会
- 出典：[25]。2023年6月現在。本項目でも当局公式サイトにあわせる形で敬称略で記述する。

| 委員長   | 樫見由美子 - 学校法人 稲置学園 監事 - （国立大学法人 金沢大学 名誉教授）                    |
| 副委員長 | 山岸大成 - 九谷焼 陶芸家                                                                    |
| 委員     | 表谷千賀 - コピーライター                                                                   |
| 委員     | 前田昌彦 - 金沢美術工芸大学 名誉教授                                                        |
| 委員     | 中乃波木 - フリーランスカメラマン・イラストレーター・エッセイスト                           |
| 委員     | 手島シークリンデ - 株式会社オフィスシュナイダー 代表取締役 - （飲食・PR・ブランディング業） |
| 委員     | 徳野新太郎 - ヨシオ工業株式会社 代表取締役社長 - 社会福祉法人 紫志の会 理事長               |
| 委員     | 田町雄豊 - 株式会社金沢ポートサービス 代表取締役                                            |

## 事件・事故

### 放送事故
- 2007年（平成19年）12月3日の北京五輪野球アジア地区予選「日本対台湾」の中継で、放送延長のデータ入力ミスにより、21時54分以降、試合終了まで地上デジタル放送では放送が中断され、視聴者は北京五輪出場決定の瞬間を視聴できなかった（アナログでは通常通りに視聴できた）。約20分ほどで復旧したが、ワンセグでは翌日の放送開始まで視聴できなかった。

### 個人情報流出事故
北陸朝日放送は携帯電話に係る個人情報流出事故を2回起こし、北陸総合通信局に報告を行っている。
- 2007年（平成19年）1月22日、番組『DokiDokiてれび』で実施している携帯電話を使ったビンゴゲームに登録した視聴者のメールアドレス1,751件が流出。メールを受信した視聴者からの連絡で発覚。業務委託先のIMJモバイル担当者がシステム設定を誤り、同番組開始前の17時10分ごろ、同ビンゴゲームの登録メンバーに、ゲーム参加を呼びかけるメールを一斉配信した際、誤って他の登録者のメールアドレスが見える形で配信した人為的原因。
- 2008年（平成20年）7月5日に放送した『全県民参加型クイズスタジアム 100万GOKUN!』の番組内で実施したクイズに携帯電話を使った参加登録した視聴者の個人情報が一部流出。番組放送当日の12時51分ごろ、視聴者からの問い合わせで発覚。流出した可能性のあるデータは、2008年（平成20年）6月9日から7月5日までに登録したNTTドコモユーザー22名・ソフトバンクユーザー3名の「氏名」「メールアドレス」「生年」「電話番号」「居住地域市町名」「性別」。共同システム開発・業務委託先の「株式会社フィックス」のシステム開発時の「簡単ログイン」機能設計時の仕様誤りで、携帯電話の契約者固有IDが11桁と15桁の2種類あることを見落とし、上11桁が同一の番号となる場合、登録時間が遅かった利用者が登録時間が早かった第三者の情報が閲覧できた可能性あり。

### 社員の逮捕
- 2017年（平成29年）8月21日、危険ドラッグを含む液体を所持したとして、同社社員の男が医薬品医療機器法違反（指定薬物の所持）の容疑で、石川県警小松署などに逮捕された。警察の発表によると、男は同年7月11日、自宅で指定薬物を含む液体の危険ドラッグを、小瓶で14本分（計約120ml）所持した疑い。男は容疑を認め、「転売するためではなく、自ら使う目的だった」と話しているという[26]。この報を受けて同社は「報道機関として誠に遺憾で、深くおわび申し上げます。捜査に全面的に協力し、事実関係を把握したうえで厳正に対処します」とのコメントを出した[27]。

## 番組表での取り扱い
- 開局から2006年（平成18年）9月30日までの番組表 では「北陸朝日放送」「北陸朝日」と表記されていたが、2006年（平成18年）10月1日から「HAB」「HABテレビ」の表記に変わった。下記は原則として区域外再放送や直接受信が可能な周辺県の場合を取り上げる。

### 掲載サイズ
- 放送区域外である富山県や福井県では一部を除き、フルサイズで掲載されている。
- 富山県・福井県の地方紙では開局からしばらくの期間は、ハーフサイズや小サイズで掲載されていた時期があった。UHF局で開局したため、専用アンテナがなければ視聴できなかった。ケーブルテレビの普及により、北日本新聞・富山新聞では2001年（平成13年）4月1日から、福井新聞では2011年（平成23年）4月1日からフルサイズで掲載している。

フルサイズ掲載
- 富山県・福井県共通
  - 朝日新聞 （デジタル放送開始初期は「HABテレビ」と表記していた）、読売新聞、日本経済新聞、スポーツニッポン、聖教新聞、しんぶん赤旗（北陸版）

※読売新聞は富山県が東京本社版、福井県は大阪本社版。他は富山県、福井県とも大阪本社版。
- 富山県
  - 北日本新聞（以前は「HABテレビ」と表記されていた）、富山新聞、北陸中日新聞、中日スポーツ
- 福井県
  - 福井新聞 、中日新聞 、日刊県民福井、 産経新聞 （2024年10月1日から富山県内の販売が休止になったため、福井・石川両県の民放テレビ局をフルサイズ掲載）
  - 福井新聞（2020年（令和2年）9月30日まで）・中日新聞・日刊県民福井（2017年（平成29年）まで）は嶺北版・嶺南版に分かれていた時期があり、嶺南版には掲載されていなかった。番組表の統合により福井県全域で掲載されている。

ハーフサイズ掲載
- 富山県・福井県共通 日刊スポーツ（富山県は名古屋本社版、石川県・福井県は大阪本社版、大阪本社版は2023年3月31日までフルサイズ掲載）
- 富山県 スポーツ報知（東京本社版）
- 福井県 毎日新聞（2024年4月2日から石川県・富山県・福井県共同、前日まではフルサイズで掲載。富山県は2024年9月30日をもって発売を休止）

小サイズ掲載
- 福井県 スポーツ報知（大阪本社版）

非掲載
- 富山県・福井県 共通 デイリースポーツ、
- 福井県 中日スポーツ・サンケイスポーツ

2024年10月1日から販売休止
- 富山県 毎日新聞・産経新聞・サンケイスポーツ

## 映画製作
- ゼロの焦点（2009年、製作委員会に参加）

## 主な主催イベント
- 北陸ラーメン博
  - 2006年（平成18年）から毎年9月ないし10月に開催、2007年（平成19年）からはケー・シー・シー（石川県金沢市に本社を置く出版社、2014年（平成26年）にカラフルカンパニーへ改称）が運営委員会に参加[28]。

## 社屋・スタジオ
- 2016年（平成28年）3月27日まで、1つの汎用スタジオを「制作」「報道」の2つの副調整室（サブ）からそれぞれ切り替えて駆動するという形式を開局以来採用しており、ハイビジョンに対応した機材更新後もそれを踏襲していた（具体的には、制作系番組の制作時には「制作サブ」を使用し、報道系番組（定時ニュースやワイドニュース）の制作時には「報道サブ」を使用する）ことから、「報道専用スタジオ」は存在しない。また、この汎用スタジオは比較的狭い（天井高も1.5階分程度）ことから、映像的な狭さを補うことを目的として、早くからバーチャルシステムを導入し、番組制作に活用している[29]。
- 2016年（平成28年）3月28日から情報番組（『ふむふむ』など）と定時ニュース番組（『HABニューススカッシュ』など）は同じスタジオから放送している。

## 主な受賞歴

### 日本プロ音楽録音賞
2019年（令和元年）12月16日に放送した『オーケストラ・アンサンブル金沢「新世界より」 / 一生に一度は聴きたい指揮者　マルク・ミンコクフスキ』より『ドヴォルザーク交響曲第9番「新世界より」第4楽章』（指揮 マルク・ミンコクフスキ　演奏 オーケストラ・アンサンブル金沢）で第27回日本プロ音楽録音賞放送部門 マルチchサラウンド 優秀賞を受賞した。
また、2021年（令和3年）9月18日に放送した『オーケストラ・アンサンブル金沢/岩城宏之メモリアルコンサート』より『ハイドン交響曲100番「軍隊」第2楽章』（指揮 秋山和慶　演奏 オーケストラ・アンサンブル金沢）でも第28回日本プロ音楽録音賞放送部門 マルチchサラウンド 優秀賞を受賞した。同賞は3年連続同部門の優秀賞だった。
過去には第16回で同部門の最優秀賞を受賞した実績がある。

### 日本民間放送連盟賞
1996年（平成8年）に放送した『テレメンタリー96「謎の16票の行方～過疎と選挙と原発と』で1996年日本民間放送連盟賞番組部門テレビ報道番組優秀賞を受賞した。同賞を受賞するのは開局以来初めてだった。
2014年（平成26年）に放送した『HAB特別番組 9回裏 星稜VS小松大谷 大逆転の明暗』で2015年日本民間放送連盟賞番組部門テレビエンターテインメント番組優秀賞を受賞した。
2023年（令和5年）2月11日を基準日として放送した『テレメンタリー2023 沈黙の月『寺越事件』忘れられた母子』で2023年日本民間放送連盟賞番組部門テレビ報道番組優秀賞を受賞した。同番組はテレメンタリー2022年度最優秀賞、テレメンタリー1月クール最優秀賞、ギャラクシー賞2023年2月度月間賞、第27回ものづくりネットワーク大賞も合わせて受賞している。

## その他
- 1997年（平成9年）8月頃からハウス食品のCMが放送されている。北陸放送のCM未放送事件発覚と同じ時期から放送されている。平成新局でハウス食品のCMが放送されているのは同じ石川県のテレビ金沢（日本テレビ系列）、愛媛県のあいテレビ（TBS系列）の計3局。
- 2025年（令和7年）4月現在、テレビ朝日制作の報道・情報番組ローカルセールス枠は平日17:33 - 17:50・18:15 - 19:00（金曜は18：45まで）のローカルニュース枠を除き、ほとんどは同時ネットで放送されている（『グッド!モーニング』は平日5:25、『大下容子ワイド!スクランブル』は平日10:30、『ワイド!スクランブル サタデー』は土曜12:00から飛び乗りで放送）。
- 当局を含む中部地方5局（新潟テレビ21・長野朝日放送・静岡朝日テレビ・名古屋テレビ放送（メ〜テレ））で年末（2020年（令和2年）までは年始）にブロックネット番組を放送している。秋頃には新潟テレビ21・長野朝日放送と共同制作の番組が水曜19:00から放送されている。平日夕方の『ふむふむ』では中部5局企画や新潟テレビ21・長野朝日放送のニュース・情報特集を放送することがある。
- 朝日放送グループホールディングスが大株主になっているため、1991年（平成3年）10月の開局時から朝日放送テレビ制作の番組が多数放送されている。開局時、平日14時台はテレビ朝日制作『こんにちは2時』ではなく、朝日放送テレビ制作『晴れ時々たかじん』『べかこの自遊時間』（1991年10月1日から1992年（平成4年）9月25日まで）が放送されていた。『こんにちは2時』は朝日放送テレビ制作番組終了後の1994年（平成6年）4月4日から開始した。土曜午前は『教えて!ニュースライブ　正義のミカタ』、深夜は『なるみ・岡村の過ぎるTV』『これ余談なんですけど・・・』『相席食堂』など朝日放送テレビ制作の関西ローカル枠番組が多数放送されている。『探偵!ナイトスクープ』は開局後の1991年10月から金曜深夜に同日ネットされている。2024年（令和6年）6月現在は同日1時間遅れネットで放送されているが、1994年4月から2009年（平成21年）9月までは同時ネットで放送されていた。1994年頃までは阪神タイガースの公式戦日曜デーゲーム中継（阪神甲子園球場）やオープン戦中継を同時ネットで放送していた。令和6年能登半島地震発生後、朝日放送テレビ『newsおかえり』の令和6年能登半島地震関連特集やニュース特集（真夜中の定点観測など）が平日夕方『ふむふむ』で放送されている。
- 2020年前後からテレビ東京系列（テレビ大阪制作分も含む）の番組が増加している。2025年(令和7年）1月現在、レギュラー番組が4本放送されているほか、単発のスペシャル番組が不定期で放送されている。テレビ金沢よりも近年はテレビ東京系列の番組が多くなっている。『ポケットモンスター』は1997年4月から、『日経スペシャル カンブリア宮殿』は2010年（平成22年）4月から放送されている。